# Brandon Easton
Brandon M. Easton é um escritor, roteirista e educador profissional. Nasceu em Baltimore,  e reside no sul da Califórnia. Easton é conhecido principalmente por seu trabalho na  Warner Bros. Animation da série ThunderCats, além de  ser aclamado pela da crítica por seu trabalho na indústria de quadrinhos.

## Biografia
Easton obteve um diploma em sociologia pela Universidade Ithaca  em 1997, mestrado em artes plásticas na Universidade de Boston em 2001 e mestrado em educação secundária em estudos sociais pela Universidade da  Nova York - Herbert H. Lehman College,  em 2005. Easton geralmente acredita seu tempo na universidade foi um "grande momento transformador" em sua vida e descobriu seus talentos na escrita e perspectivas sociológicas.. Easton regularmente escreve e fala sobre questões de raça na indústria de quadrinhos e foi publicado em vários artigos que discutem barreiras raciais para escritores de cor.
Ele também é um mentor de novos escritores de quadrinhos e tem um painel regular chamado "The Writer's Journey", onde ele e outros colegas discutem os segredos para entrar no show-business. 

## Carreira
Easton escreveu para Boston Herald, Crashpad Magazine e uma variedade de outras publicações e ensinou como professor de escolas públicas nas escolas públicas da cidade de Nova York de 2003 a 2008. Em 2008, Easton mudou-se para o sul da Califórnia para seguir escrevendo e, desde então, Easton escreve para televisão e quadrinhos. 
Foi nomeado o escritor da franquia internacional Armarauders  da Mecha Workshop, bem como um escritor convidado para a nova série de quadrinhos Watson e Holmes, publicada por New Paradigm Studios.  O romance gráfico original de Easton SHADOWLAW obteve cobertura em publicações e lojas como Wired,  Forbes, e não é It Cool News. 
Easton é o produtor, escritor e diretor dos documentários Brave New: Black Sci-Fi e Fantasy Writers of the 21st Century - que abordam as questões de raça e representação na indústria de quadrinhos, gênero e Hollywood. Entrevistou aclamados escritores como Nnedi Okorafor, N.K. Jemisin, Geoffrey Thorne, Anthony Montgomery, Erika Alexander, Tony Puryear, Hannibal Tabu e vários outros.

## Premios
Easton foi candidato a 2014 para o Prêmio Eisner Comic Industry para a Melhor Edição Única ou One Shot,  que é considerado o equivalente da Indústria de quadrinhos ao Oscars da Academia.
Recebeu três prêmios GLYPH em 2014, premios da East Coast Black Age of Comics, incluindo o premio escolhido pelos fãs pela história de Wastson e Holmes. Também já foi premiado pela historia Shadowlaw. 
Easton fez parte do programa 2015 Disney-ABC Writing, um programa anual que é considerado um dos programas de escritores mais bem-sucedidos da indústria do entretenimento. 

## Trabalhos

### Televisão
- Vampire Hunter D (pré produção)
- 2016: Agent Carter: Segundo episódio Monsters
- 2014: Transformers Rescue Bots: Tip of the Iceberg
- 2012: Thundercats: The Soul Sever

### Publicações
- Shadowlaw
- Vampire Hunter D
- Watson and Holmes
- Miles Away
- Roboy #1 - #6
- The Joshua Run #1 - #8
- Arkanium
- M.A.S.K., Civil War II: Choosing Sides